# Vasoconstrictie
Vasoconstrictie is het vernauwen van de slagaders door de daar aanwezige gladde spieren. Dit gebeurt onder andere door angiotensine II en endotheline. De functie van vasoconstrictie is onder andere het verhogen van de bloeddruk, voor het compenseren voor een bloedtekort of het beïnvloeden van de nierfiltratie en om warmteverlies tegen te gaan doordat de vernauwde bloedvaten minder warmte kunnen afgeven aan de omgeving. Ook de bloeddoorstroming naar de organen neemt aanzienlijk af. 
Indien de omgevingstemperatuur hoger is dan de temperatuur van het bloed, zal het bloed (ongewenste) warmte opnemen en daarom vindt er ook dan vasoconstrictie plaats. Vasoconstrictie kan ook klinische symptomen veroorzaken zoals ischemie.
Wanneer vasoconstrictie een chronische aandoening is kan dit leiden tot hypertensie (hoge bloeddruk).
In tegenstelling tot vasoconstrictie staat  vasodilatatie, hier vernauwt de gladde spierlaag niet, maar relaxeert ze net.